# Eulimnadia agassizii
Eulimnadia agassizii är en kräftdjursart som beskrevs av Alpheus Spring Packard 1874. Eulimnadia agassizii ingår i släktet Eulimnadia och familjen Limnadiidae. Inga underarter finns listade i Catalogue of Life.